# Ongle incarné

Schéma d'un ongle en coupe sagittale.

Un ongle incarné (ou onychocryptose) est une inflammation de la peau due à un enfoncement anormal de l'ongle dans la chair.

## Anatomie de l'ongle

Un ongle est un phanère terminal kératinisé, une partie dure et insensible du doigt ou de l'orteil d'un animal. Le terme « ongle » désigne plus particulièrement la forme plate que l'on retrouve chez les primates, dont l'être humain.

## Types et causes
Il existe plusieurs types d'ongles incarnés en fonction de l'âge :

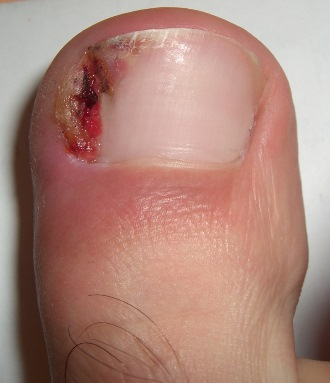
Ongle incarné.

- Ongles incarnés des jeunes enfants ;
- Ongle incarné juvénile, qui se produit chez les adolescents et les adultes ;
- Ongle incarné des seniors (ou ongle en pince), où l'ongle est souvent trop court (trop près de l’intersection avec la peau) ou bien où les chaussures sont inadéquates (trop serrées latéralement, pas assez longues ou de forme inadaptée)[1].

## Traitements

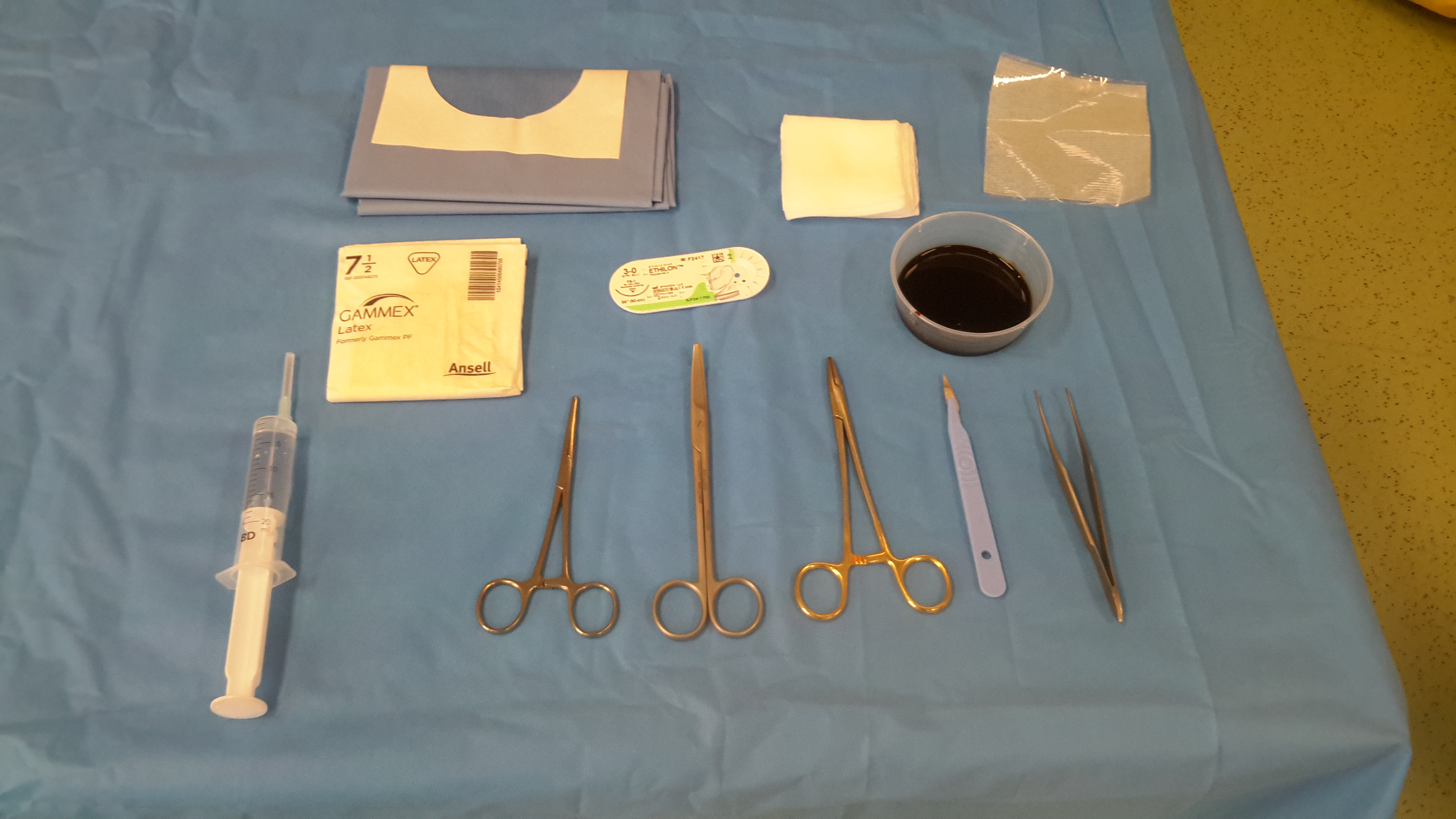
Table d'instruments pour le traitement chirurgical de l'ongle incarné du gros orteil.

Des soins de podologies peuvent être prescrits par le médecin traitant mais une intervention chirurgicale peut être nécessaire.

### Traitement chirurgical de l'ongle incarné du gros orteil
L'ongle incarné avéré du gros orteil ne peut plus être traité médicalement. Il résulte de l'incarcération profonde du ou des bords de l'ongle dans les tissus mous du périonyxis. En l'absence de traitement chirurgical, l'extraction du bord de l'ongle ne peut pas être obtenue. Sa présence entretient les phénomènes infectieux et inflammatoires ainsi que la douleur au contact. 
Le principe du traitement chirurgical repose sur la résection du bord latéral ou médial (ou des deux) de l'ongle et sur l'exérèse partielle de la matrice unguéale correspondante, encore appelée le repli de l'ongle.
Ce traitement peut être proposé en chirurgie ambulatoire, mais aussi en consultation externe, si toutefois on dispose d'une installation adaptée. Il peut être effectué sous anesthésie locale à la Xylocaïne, ou sous Kalinox.